# Iddris Sandu
Iddris Sandu (Acra, 7 de mayo de 1997) es un arquitecto digital ghanés. Criado en Compton (Los Ángeles, California). Se crio en Harbor City, Los Ángeles, California. Ha creado la primera experiencia de tienda inteligente del mundo junto con Nipsey Hussle. La tienda se llama "The Marathon Store". Codifica y crea algoritmos.

## Primeros años
Sandu nació en Acra (Ghana). Su familia se trasladó a Estados Unidos cuando él tenía tres años. Empezó a aprender y a programar con ordenadores a los diez años en una biblioteca pública. A los 13 años, Sandu fue becario y trabajó en varios proyectos de Google. Uno de los proyectos en los que trabajó fue Google Plus. A los 15 años creó una aplicación para teléfonos inteligentes que facilitaba a sus compañeros la búsqueda de sus aulas. Sandu también abogó por STEM en el plan de estudios del instituto.
Decidió no asistir a una institución de educación superior después de la escuela secundaria. Decidió dedicarse a las prácticas y a la consultoría, trabajando con empresas como Boeing, Twitter, Lockheed Martin, Raytheon, Uber, Snapchat e Instagram.
A los 19 años, Sandu ya creaba sus propias aplicaciones y otros programas informáticos.

## Carrera
Como consultor e ingeniero de diseño tecnológico, ha sido consultor de empresas como Twitter y Snapchat. Para Uber creó el software llamado Autonomous Collision Detection Interface, un programa que detecta el movimiento y la posición de la mano del conductor. Sandu es sobre todo autodidacta.
Ha trabajado con Kanye West, Rihanna y Jaden Smith.

## Premios
A los 15 años recibió un certificado de reconocimiento de Barack Obama.